# Oaxaca (by)
 For alternative betydninger, se Oaxaca. (Se også artikler, som begynder med Oaxaca)
Oaxaca (udtales "wa-HA-ka") er en by i Mexico og hovedstad i delstaten af samme navn. Byen, der ligger i Oaxaca-dalen i Sierra Madre del Sur-bjergene, har et anslået indbyggertal på 259.600 (2003).